# ビシン (配糖体)
ビシン (Vicine) はソラマメに含まれる糖アルカロイドである。毒性があり、グルコース-6-リン酸デヒドロゲナーゼを遺伝的に持たない場合にはソラマメ中毒を引き起こすことがある。アグリコンはジビシン Divicine である。ソラマメにはコンビシン Convicine またはCovicine と呼ばれるアルカロイドも含まれ、これはピリミジン環の6位がヒドロキシル基に置換されたものである。コンビシンのアグリコンはイソウラミル isouramil と呼ばれる。
Karl Heinrich Ritthausenによって単離され、ジビシンとともにその構造が決定されている。また、ソラマメ植物体中での、ビシンとコンビシンの合成ルートが調査されている。